# Dichorisandra alba
Dichorisandra alba là một loài thực vật có hoa trong họ Commelinaceae. Loài này được Seub. & Warm. mô tả khoa học đầu tiên năm 1872.